# Echinargus hannoides
Echinargus hannoides är en fjärilsart som beskrevs av Clench 1965. Echinargus hannoides ingår i släktet Echinargus och familjen juvelvingar. Inga underarter finns listade i Catalogue of Life.